# 村津孝仁
村津 孝仁（むらつ たかひと、1976年3月31日 - ）は、大分放送（OBS）アナウンサー。

## 人物
大分県別府市出身。血液型はO型。大分県立別府青山高等学校、福岡県立大学出身。1999年 OBS入社。同期入社は佐藤康太。
巧みな話術を生かし、テレビ、ラジオをはじめ各種イベントをマルチにこなすOBSの中堅アナウンサー。中でもナレーションには定評がある。
淡谷のり子のモノマネをしているコロッケを見て思いついたという声色をベースに、ラジオドラマやCM中では様々なキャラクターを演じる分けることができる。 特に、ラジオ番組のイチスタ☆の中では、突然、大分弁のおばあちゃん（お花ばあちゃん）に扮し、村津アナウンサー本人と巧みなやり取りを演じる一人二役は好評を博している。
また、3歳からヴァイオリン、6歳からピアノを習うなど幼少時から音楽に親しみ、クラシック音楽に対する造詣も深い。34歳でチェロを習い始め、OBSラジオまつりでは多くの観客の前で演奏を披露したこともある。
実家は、別府市で「東京一うどん」といううどん屋をかつて営んでいた。

## 受賞歴
第33回（2007年度） アノンシスト賞 テレビフリートーク部門 優秀賞（全国2位）
第34回（2008年度） アノンシスト賞 ラジオフリートーク部門 優秀賞（全国2位）
第36回（2010年度） アノンシスト賞 ラジオ読みナレーション部門 優秀賞（全国2位）
第50回（2024年度） アノンシスト賞 ラジオフリートーク部門 優秀賞（全国2位）

## 現在の担当番組
テレビ
- OBSニュース

ラジオ
- モーニング・エナジー（火曜日～金曜日）
- 村津孝仁のオルケスタラジオ（月曜日）
- だいぎんサタデイコンサート（土曜日）
- OBSニュース
- 豊後企画集団presents｢フチューですが何か？｣（火曜日）

## 過去の担当番組
テレビ
- おはようナイスキャッチ
- かぼすタイム
- 旬感!3ch（水）
- OBSイブニングニュース

ラジオ
- 時空間旅行〜いつか同じ星空の下で（月）
- スタート!（月・火）
- ちょるちょるワイド（ - 2006年3月）
- 朝感ラジオ（2007年10月3日 - 2014年9月26日）
- イチスタ☆（ - 2019年3月29日）